# Кралевич, Дарко
Дарко Кралевич (хорв. Darko Kraljević; 18 мая 1966, Витез — 2 июля 1995, там же) — хорватский военнослужащий, бригадир ХОС, участник Хорватской и Боснийской войн.

## Биография

### Довоенная служба
Проходил срочную службу с 1985 по 1986 годы в Югославской народной армии: служил в военной полиции, 99-й роте в Земуне при Штабе ракетных войск и войск ПВО Югославии. Демобилизовался в звании сержанта военной полиции.

### В ХОС
В 1992 году после начала войны в Боснии вступил в Хорватские оборонительные силы, возглавив спецподразделение «Витязи» (хорв. Vitezovi), базировавшиеся в родном городе Витез. Позднее руководил несколькими отрядами ХОС в Центральной Боснии, дослужился до звания майора. После убийства Блажа Кралевича, командира ХОС в Герцеговине, Доброслав Парага приказал Дарко установить связи с тамошним отделением ХОС и Партией права.

### В ХВО
Вопреки приказу Кралевич лично со своим отрядом прибыл в Центрально-Боснийское отделение Хорватского совета обороны. На основе его «Витязей» было создано одноимённое спецподразделение ХВО, действовавшее фактически отдельно от многих других. В 1993 году Кралевич, командовавший «Витязями» был произведён в полковники. Кралевич является одним из участников боснийско-хорватских столкновений и этнических чисток в долине реки Лашвы, грянувших в Центральной Боснии в 1993 году.

### Обвинения в терактах и мародёрстве
Дарко Кралевичу вменяются массовые нападения на боснийских гражданских лиц, а также организация теракта в Витезе: 18 апреля 1993 на воздух взлетел заминированный бензовоз, в результате взрыва погибли 6 человек и были ранены 50. На Кралевича как на организатора и исполнителя указал майор британской армии Фрайс Педерсен. По свидетельству Анте Бреляша, военнослужащего «Витязей» в Кордиче и Черкезе, подразделение ХОС было атакующим, а подразделение ХВО — оборонительным. «Витязи» могли подчиняться исключительно приказам Кралевича: они атаковали первыми, завязав уличные бои в Витезе, и занялись открытым мародёрством, собрав кучу наручных часов, денег и различных ювелирных изделий. После боёв «Витязи» решили замести следы и восстановить порядок: Кралевич собрал всё, что валялось под ногами, и бросил это в грузовик, а затем отвёл беженцев в безопасные дома и убежища. Военнослужащий британской армии Ли Уитворт утверждает, что хотя «Витязи» не участвовали в нападении на Ахмичи, но Кралевич самовольно с двумя или тремя подчинёнными участвовал в боях.
Кралевич страшно враждовал с командиром Оперативной зоны Центральной Боснии Тихомиром Блашкичем, который настаивал на полном подчинении Дарко своим командованиям. Взбешённый Кралевич попытался устранить физически Блашкича и стал готовить заговор. 7 января 1994, однако, на Кралевича было совершено покушение, и тот был тяжело ранен. Избавиться от назойливого конкурента ему не удалось.

### Гибель
2 июля 1995 Кралевич разбился в автоаварии. Посмертно произведён в бригадиры ХВО.